# Аль-Харис аль-Мухасиби
аль-Ха́рис аль-Муха́сиби (араб. الحارث المحاسبي‎; 781, Басра — 857, Багдад) — основатель багдадской школы исламской философии, учитель суфийских богословов Джунайда аль-Багдади, Ибн Ата, Сари ас-Сакати и др. Разработчик суфийской психологии — «науки о сердцах и помыслах». Идеи аль-Мухасиби особенно повлияли на такие суфийские братства (тарикаты), как казаруния и шазилия.

## Биография
Его полное имя: Абу Али аль-Харис ибн Асад ибн Абдуллах аль-Анази аль-Мухасиби аль-Басри. Родился в 781 году в Басре. Изучал хадисы и право (фикх) у Язида ибн Харуна (ум. в 821). В молодости переехал в Багдад.
В 846 году Ахмад ибн Ханбаль положил начало травле аль-Мухасиби, который был обвинён в приверженности каламу. Аль-Мухасиби был вынужден бежать в Куфу и пробыл там до самой смерти Ибн Ханбаля в 855 году

## Суфизм
Он был одним из первых теоретиков суфийского учения и повлиял на многих последующих богословов, таких как Абу Хамид аль-Газали. Написал свыше 30 трактатов о суфизме, наиболее известны из них «Книга о соблюдении прав Бога», «Книга понимания», «Книга о воскресении и собрании», «Понимание Корана». Его «Книга о соблюдении прав Бога» стала важным пособием по суфизму.
Аль-Мухасиби первым из захидов (аскетов) выделил вопросы теологии, на которые и попробовал найти ответы в своём труде «Соблюдение прав Бога». Он впервые выдвинул метод самонаблюдения и самоконтроля (муракаба ва мухасаба; отсюда и его прозвище аль-Мухасиби — «контролирующий себя»). Он считал, что человек должен держать под контролем помыслы (хатарат) и намерения (ният), а также руководствоваться благочестием (таква) и покаянием (тауба), чтобы избежать показухи (рийа) и кичливости (кубр). Аль-Мухасиби был активным разработчиком суфийской терминологии и его считают первым, кто ввёл понятие «состояние» (хал)— чувства радости, тоски и грусти, которые могут быть дарованы только Аллахом.